# Малофёдоровка (Лакедемоновское сельское поселение)
Малофёдоровка — село в Неклиновском районе Ростовской области.
Входит в состав Лакедемоновского сельского поселения.

## Население
| 2010 |
| ---- |
| 392  |

## Улицы
| - ул. Гагарина, - ул. Клубная, - ул. Ленина, - ул. Лиманная, - ул. Мира, | - ул. Миусская, - ул. Садовая, - ул. Свободы, - ул. Тургенева, - пер. 6-й. |